# 225 (tal)
225 är det naturliga talet som följer 224 och som följs av 226.

## Inom vetenskapen
- 225 Henrietta, en asteroid.

## Inom matematiken
- 225 är ett udda tal.
- 225 är summan av kuberna av de fem första positiva heltalen:

225 = 13 + 23 + 33 + 43 + 53
- 225 är summan av tre kuber:

225 = 13 + 23 + 63
- 225 är ett oktogontal.
- 225 är ett centrerat oktogontal.
- 225 är ett ikositetragontal
- 225 är den enda tresiffriga kvadraten vars alla siffror är primtal.
- 225 är ett Prothtal.